# Julie Horney
Julie Horney (* 30. Mai 1948 in Greensboro, North Carolina; † 10. Oktober 2016 in Puerto Escondido, Mexiko) war eine  US-amerikanische Psychologin, Soziologin und Kriminologin. Sie war Professorin an der Pennsylvania State University und amtierte 2005 als Präsidentin der American Society of Criminology (ASC).
Horney, die 1973 an der University of California, San Diego in Experimenteller Psychologie zur Ph.D. promoviert worden war, lehrte erst als Professorin an der University of Nebraska, dann an der University at Albany, The State University of New York und schließlich an der Pennsylvania State University, wo sie 2014 in Ruhestand ging. Sie starb im Oktober 2016 im Alter von 68 Jahren beim Schwimmen in Mexiko.